# Objection Overruled
Albums de Accept
Eat the Heat
(1989) Death Row
(1994)
Objection Overruled est le neuvième album du groupe allemand de heavy metal Accept. Il s'agit de l'album qui marque le retour du groupe après sa séparation en 1989. L'album voit le retour au chant de Udo Dirkschneider depuis l'album Russian Roulette.

## Musique
Au regard du succès de l'album live et face à l'insistance continue des fans, le groupe décide de se reformer en 1992. Hoffmann évoque à ce propos les circonstances qui les ont amenés à se reformer :

« Depuis la séparation du groupe, nous étions toujours restés en contact les uns avec les autres. De temps à autre, nous nous passions un petit coup de fil et nous nous tenions au courant de l'évolution des choses. Puis, la destinée a voulu qu'à un certain moment, nous nous retrouvions tous en Allemagne. Pour ma part, j'étais revenu des USA depuis un an et demi. Stefan kaufman et Udo étaient toujours là, et nous avons vu Peter Baltes débarquer pour prendre des vacances. C'est à ce moment-là que nous nous sommes réunis et avons décidé de tenter l'expérience de rejouer ensemble. Nous avons donc répété : une reformation s'imposait ! Pendant tout ce temps écoulé, chacun d'entre nous avait vécu son expérience et nous avons réalisé qu'Accept était ce que nous faisions de mieux. Nous avions constamment en tête cette comparaison : « pourquoi cela n'est pas aussi bien qu'Accept, dans son ancienne formule ? ». Alors quand s'est présentée cette occasion de jammer ensemble après quelques bières, nous avons voulu tenter le coup et voir si ce serait comme avant. Souvent, avec le recul, on a tendance à idéaliser les choses. Il nous fallait savoir si ce n'était pas le cas. Dès les premiers morceaux, c'était comme si nous ne nous étions jamais séparés : tout se passait vraiment pour le mieux, comme au bon vieux temps. C'est donc tout naturellement qu'Accept a retrouvé vie. »

Après l'échec de leur précédent album Eat the Heat,plus accessible et plus mélodique, le groupe entendait revenir à un style plus agressif  dans l'esprit de leurs albums Restless and Wild et Balls to the Wall. Wolf Hoffmann remarquait à ce sujet :

« On sentait qu'on devait revenir aux vieilles formules en laissant de côté toute sorte d'expérimentation et on a fait ce pour quoi Accept est connu. »

« Nous aurions très bien pu décider de repartir ensemble sur de nouvelles bases et faire quelque chose de totalement différent. Or, nous avons voulu jouer ce qui, à notre avis, nous convenait le mieux, le registre dans lequel nous nous sentions le plus à l'aise. Et de ce côté là, il n'y a pas de doute : le bon gros heavy metal est notre point fort. »

Il en résulte une musique empreinte de titres heavy metal et speed assez agressifs et incisifs. Un titre comme Objection Overruled reste proche de morceaux speed comme Fast as a Shark tandis que I don't Wanna be Like You se rapproche de morceaux comme Balls to the Wall. L'influence de AC/DC reste présente sur certains titres (Donation ainsi que sur le bonus track japonais Rich and Famous). Contrairement à d'autres albums d'Accept, Wolf Hoffmann se souvient d'Objection Overruled comme d'un album facile à enregistrer :

« C'était génial ! Je veux dire, les retours sont toujours géniaux, parce qu'on sent cet état d'esprit où ce vent frais souffler à nouveau. C'était génial. On s'est vraiment amusés. »

## Textes
Au niveau des paroles, le groupe reste fidèle à l'écriture de textes portées sur les questions éthiques et sociales avec notamment des titres comme Protectors of Terror, Objection Overruled, I Don't Wanna be like You, Bulletproof, Sick Dirty and Mean, Amamos La Vida. Peter Baltes explique :

« Nous abordons toujours des sujets importants… On essaie… C’est une part importante d’Accept, pas juste la musique. Les textes en font partie. Donc on s’est dit, si on doit refaire un album, si on doit relancer le groupe à nouveau, on doit le faire de façon raisonnée. Cela veut dire écrire des paroles, dans l’esprit de ce que nous écrivions auparavant. On a donc passé beaucoup de temps à faire cela aussi,. »

Wolf Hoffmann ajoute dans une autre interview:

« Nous ne souhaitons en aucun cas écrire des textes idiots traitant de sexe, de drogue et de rock'n'roll. Nous nous sentions concernés par le monde qui nous entoure, aussi aimons aborder des sujets qui nous touchent. Cette fois, il y a par exemple Protectors of Terror qui traite des extrémistes religieux. »

Objection Overruled (« Objection rejetée ») s'inspire des faits divers liées à l'affaire Rodney King. La chanson critique la décision de justice qui a relaxé les policiers accusés de racisme dans l'affaire et a mené aux émeutes de Los Angeles en 1992,,. D'une façon générale, elle traite des « bavures » judiciaires et des réactions extrêmes qu'elles peuvent déclencher, comme les émeutes et le désir d'auto-justice.
I don't wanna Be Like You (« Je ne veux pas être comme vous ») traite du conformisme social. La chanson se veut une sorte d'hymne à la différence et une rébellion contre toute pression sociale qui pousse l'individu à se conformer à un mode de vie normatif (« The ordinary way of life ain't for me. I do what I want and I wanna be free, Can't you see? - I'm the exception to the rule »).
Protectors of Terror ("Protecteurs de la terreur") prend pour thème les dérives et la tyrannie que la religion a exercé sur les consciences au cours de l'histoire, ainsi que les tueries qu'elle a pu engendrer (« A thousand years of slaying of terror in the name of the cross »), décrivant la religion comme un empire construit sur la terreur, l'illusion et la souffrance (« They're in the business of illusion, An empire built on pain »). La chanson cible principalement la religion chrétienne (tout particulièrement l'église catholique), citant des passages de la bible en anglais moderne naissant et se référant aux crimes perpétrés au nom de la croix (croisades, guerres de religions, l'inquisition, chasses aux sorcières, etc.), contrairement à leur chanson Heaven is Hell traitant du même thème mais de façon plus générale. Cette chanson tenait particulièrement à cœur au bassiste Peter Baltes. Il commente au sujet de la chansonː 

« " Sais-tu qu'ils viennent de sortir leur nouveau "livre des pêchés"? C'est tellement médiéval que tu as peine à y croire ! Tu vois le genre, pas de sexe avant le mariage, le sexe pendant le mariage mais seulement pour la procréation, surtout pas de plaisir sexuel, pas de masturbation, une femme est censée rester près de son mari. C'est vrai qu'il y a beaucoup de pêchés là-dedans ! Je veux dire par là que les gens qui écrivent ces lois vivent avec la tête dans les nuages ! De vieux types en robe installés dans leur tour d'ivoire. Ils n'ont probablement pas vu une femme depuis bien des années ! Ils n'ont aucune idée de ce qui se passe dans la rue, dans la vie de tous les jours. J'ai toujours pensé que le christianisme était censé venir du peuple, mais il semble en réalité émaner d'une bande de bigots, de vieux étudiants en droit qui n'ont pas la moindre idée de ce qui se passe dans la vraie vie. Voilà de quoi parle cette chanson, de ceux qui veulent instaurer leurs règles par la terreur. »

All or Nothing ("Tout ou rien") se présente comme une sorte de chant révolutionnaire de libération, de solidarité et de défense des droits. La chanson décrit un mouvement populaire renversant de façon irreversible un pouvoir totalitaire. De par sa thématique, elle fait écho au textes de chansons comme "Balls to the Wall".
Bulletproof ("À l'épreuve des balles"/"Pare-balles") est une chanson anti-drogue (dans la lignée de Midgnight Moverdans l'album Metal Heart) évoquant la déchéance d'une personne se croyant intouchable, tombant petit à petit dans l'enfer de la drogue.
Amamos la Vida (« Nous aimons la vie ») rend hommage aux enfants des bidonvilles en Amérique du sud, qui malgré leur misère s'accrochent à la vie (« The one who's born in misery is left without a chance. But still holding on to naked life »).
Sick, Dirty and Mean cible les pratiques de la mafia (désignée sous le terme de « the Mob » dans la chanson) et leurs recours à la violence et à la terreur. La chanson décrit le mafieux/parrain comme un diable de chair et de sang n'ayant pour seule religion que le culte du calibre 45 et la loi du silence(« He's got the power - he's like a God. But he's a devil of flesh and blood. A '45 is his religion - code of silence his belief »). La référence au Thomson submachine gun, arme iconique employée durant la prohibition, semble renvoyer plus particulièrement à la figure de  Al Capone (« A Thompson sub-machine gun made my day »).
Rich And Famous ironise sur les travers et les excès de la vie des rockstars.

## Clip promotionnel
Pour la promotion de l'album, le groupe tournera une vidéo pour la chanson "Protectors of Terror" à la tonalité très sombre qui mélange des plans en noir et blanc et des plans en couleur. Le clip entend prolonger les éléments de la thématique de la chansonː« le but est de "dénoncer la terreur insidieuse de l'église » explique le bassiste. Le montage entrecoupe des plans du groupe jouant dans une chapelle, avec des plans au visuel sombre visant à illustrer l'hypocrisie, la violence et les méfaits de la religion au cours de son histoire. Il montre les images d'un prêtre bénissant une arme à feu et une liasse de dollars. Il joue aussi sur une ambiguïté iconique : le clip montre de nombreuses images de croix jalonnant les cimetières, associant ainsi symboliquement la croix à la mort. On y voit un prêtre bénissant une arme à feu et une liasse de billets, ainsi qu'un passage où celui-ci tente de nettoyer le sang qu'il a sur les mains. Une symbolique visant à montrer les paradoxes du christianisme, dont une grande partie de l'histoire a été émaillée de tueries. Baltes explique que le groupe a bien conscience du caractère extrêmement sombre du clip dépareillant de leur imagerie habituelle et du risque qu'il puisse créer des polémiques. Le musicien insiste que le but n'était pas de choquer délibérément ou d'offenser des croyants, mais de répondre à la nécessité d'aborder la thématique de la chanson de façon sérieuse et compréhensible qui puisse amener « à faire réfléchir le spectateur sur la question ».

## Liste des titres
1. Objection Overruled – 3:38
2. I Don't Wanna Be Like You – 4:19
3. Protectors of Terror – 4:03
4. Slaves to Metal – 4:37
5. All or Nothing – 4:32
6. Bulletproof – 5:05
7. Amamos la Vida – 4:39
8. Sick, Dirty and Mean – 4:33
9. Donation – 4:48
10. Just by My Own – 3:29
11. This One's for You – 4:10
12. Rich & Famous (titre bonus japonais) - 3:10

## Formation
- Udo Dirkschneider : Chant
- Wolf Hoffmann : Guitares
- Peter Baltes : Basse
- Stefan Kaufmann : Batterie